# Totoiești
Totoiești – wieś w Rumunii, w okręgu Neamț, w gminie Tupilați. W 2011 roku liczyła 227 mieszkańców.